# Экдиций Олимп
Экдиций Олимп (лат. Ecdicius Olympus) — римский политический деятель второй половины IV века.
Родиной Олимпа был киликийский город Тарс. В 362—363 годах он занимал должность префекта Египта. Больше о его карьере ничего неизвестно. Олимп идентифицируется с Экдицием, который был бывшим однокашником и другом оратора Либания.